# オルソジ・ファスバ
オルソジ・アデトクンボ・ファスバ（Olusoji Adetokunbo Fasuba、1984年7月9日‐）は、ナイジェリアの元短距離走選手である。2004年に開催されたアテネオリンピックの男子4×100mリレーで銅メダルを獲得した。100mの元アフリカ記録保持者。

## 経歴
ナイジェリア人の父とジャマイカ人の母の間に生まれる。母は1976年モントリオールオリンピック男子200m金メダリストであるドン・クォーリーのいとこで、元陸上短距離走の選手だった。
2006年3月10日に行われた世界室内陸上選手権60mでは、主要世界大会で自身初のファイナリストになり、4位と同タイム着差ありの5位に入った。
2006年3月20日に行われたコモンウェルスゲームズ100mでは、優勝したジャマイカのアサファ・パウエルと0秒08差の2位に入り銀メダルを獲得した。
2006年5月12日にドーハで行われた大会の100mで、追い風1.7m/sの好条件の中、9秒85のアフリカ新記録をマークした。これは、ナミビアのフランク・フレデリクスが保持していたアフリカ記録（9秒86）を約10年振りに更新する快挙であった。なお、この大会では、アメリカのジャスティン・ガトリンが9秒77の世界タイ記録（当時）をマークして優勝している。
2007年8月26日に行われた世界陸上選手権の100m決勝では、3位のアサファ・パウエルと0秒11差の4位に入り、世界陸上選手権の100mにおけるナイジェリア最高成績を更新した。
2008年に行われた世界室内陸上選手権では、60mで優勝。自身初の世界タイトルを手にした。これは世界室内陸上選手権60mにおけるアフリカ人初の金メダル獲得だった。
2008年5月に行われたアフリカ陸上選手権の100mでは3連覇を達成し、アフリカ陸上選手権の100mを3度制した初の選手になった。

## 自己ベスト
記録欄の（　）内の数字は風速（m/s）で、+は追い風を意味する。
| 種目 | 記録         | 年月日        | 場所               | 備考           |
| 屋外 | 屋外         | 屋外          | 屋外               | 屋外           |
| ---- | ------------ | ------------- | ------------------ | -------------- |
| 100m | 9秒85 (+1.7) | 2006年5月12日 | ドーハ             | 元アフリカ記録 |
| 200m | 20秒52 (0.0) | 2004年9月3日  | ブリュッセル       |                |
| 室内 |              |               |                    |                |
| 50m  | 5秒76        | 2004年2月28日 | リエヴァン         |                |
| 60m  | 6秒49        | 2007年2月3日  | シュトゥットガルト |                |

## 主な戦績
備考欄の記録は当時のもの
| 年   | 大会                                 | 場所               | 種目    | 結果          | 記録           | 備考           |
| ---- | ------------------------------------ | ------------------ | ------- | ------------- | -------------- | -------------- |
| 2003 | 世界選手権                           | パリ               | 4x100mR | 4位           | 38秒89 (1走)   |                |
| 2003 | アフロアジア競技大会 (en)            | ハイデラバード     | 100m    | 優勝          | 10秒15 (-0.6)  |                |
| 2004 | 世界室内選手権                       | ブダペスト         | 60m     | 予選1組5着    | 6秒78          |                |
| 2004 | アフリカ選手権 (en)                  | ブラザヴィル       | 100m    | 優勝          | 10秒21 (0.0)   |                |
| 2004 | アフリカ選手権 (en)                  | ブラザヴィル       | 4x100mR | 優勝          | 38秒91 (1走)   |                |
| 2004 | オリンピック                         | アテネ             | 4x100mR | 3位           | 38秒23 (1走)   |                |
| 2005 | 世界選手権                           | ヘルシンキ         | 100m    | 準決勝1組5着  | 10秒18 (+0.5)  |                |
| 2005 | 世界選手権                           | ヘルシンキ         | 200m    | 2次予選3組8着 | 21秒92 (-3.7)  |                |
| 2005 | 世界選手権                           | ヘルシンキ         | 4x100mR | 予選2組6着    | 39秒29 (1走)   |                |
| 2006 | 世界室内選手権                       | モスクワ           | 60m     | 5位           | 6秒58          | 4位と同タイム  |
| 2006 | コモンウェルスゲームズ (en)          | メルボルン         | 100m    | 2位           | 10秒11 (+0.9)  |                |
| 2006 | アフリカ選手権 (en)                  | バンブース         | 100m    | 優勝          | 10秒37 (-2.9)  |                |
| 2006 | アフリカ選手権 (en)                  | バンブース         | 4x100mR | 優勝          | 39秒63 (4走)   |                |
| 2007 | アフリカ競技大会 (en)                | アルジェ           | 100m    | 優勝          | 10秒18 (+0.6)  |                |
| 2007 | アフリカ競技大会 (en)                | アルジェ           | 4x100mR | 優勝          | 38秒91 (4走)   |                |
| 2007 | 世界選手権                           | 大阪               | 100m    | 4位           | 10秒07 (-0.5)  |                |
| 2007 | 世界選手権                           | 大阪               | 4x100mR | 決勝途中棄権  | DNF (4走)      |                |
| 2007 | ワールドアスレチック ファイナル (en) | シュトゥットガルト | 100m    | 決勝失格      | DQ             |                |
| 2008 | 世界室内選手権                       | バレンシア         | 60m     | 優勝          | 6秒51          | 今季世界ベスト |
| 2008 | アフリカ選手権 (en)                  | アディスアベバ     | 100m    | 優勝          | 10秒10A (+1.2) |                |
| 2008 | オリンピック                         | 北京               | 100m    | 2次予選2組4着 | 10秒21 (0.0)   |                |
| 2009 | 世界選手権                           | ベルリン           | 100m    | 2次予選3組6着 | 10秒25 (-0.4)  |                |